# 横浜市立鶴見小学校
横浜市立鶴見小学校（よこはましりつ つるみしょうがっこう）は、神奈川県横浜市鶴見区にある公立小学校。

## 創立90周年
2021年に学校創立90周年で、全校児童からデザインを募集して90周年記念マスコットキャラクターを作製。90周年を祝う式典も実行委員会方式で児童が企画実施した。コロナ禍のため来賓招待は中止され体育館での式を各教室へ配信した。

## 沿革
出典
- 1931年（昭和6年） - 横浜市芦穂崎尋常小学校として創立。
- 1941年（昭和16年） - 国民学校令により、横浜市芦穂崎国民学校に改称。
- 1944年（昭和19年） - 戦争激化により、足柄上郡南足柄町に学童疎開をする。
- 1945年（昭和20年） - 豊岡小学校を借りて授業を再開。
- 1947年（昭和22年） - 学制改革により、横浜市立芦穂崎小学校に改称。
- 1949年（昭和24年） - 木造校舎（2階建て）竣工。
- 1953年（昭和28年） - 現校名の横浜市立鶴見小学校と改称。
- 1955年（昭和30年） - 校旗制定。
- 1956年（昭和31年） - 校歌制定。
- 1969年（昭和44年） - 体育館竣工。
- 1970年（昭和45年） - 鉄筋4階建て校舎（A棟）竣工。
- 1978年（昭和53年） - プール完成（2代目）。
- 1981年（昭和56年） - 創立50周年。鉄筋4階建て校舎(B棟)竣工。
- 1985年（昭和60年） - 鉄筋4階建て校舎(C棟)竣工。
- 1995年（平成7年） - 国際理解・はまっ子スクール開始。
- 2007年（平成19年） - 体育館建替え　新体育館竣工。
- 2012年（平成24年） - 普通教室にエアコンが設置される。
- 2016年（平成28年） - 新校舎・東棟完成。
- 2021年（令和3年）12月15日 - 創立90周年を祝う式典を児童により企画・実施[2]

## 通学区域と進学先中学校
出典

### 通学区域
- 市場下町（7番18号〜7番の終り、11番1号、11番2号、11番37号〜11番の終り）
- 鶴見中央1丁目（全域）
- 鶴見中央2丁目（全域）
- 鶴見中央3丁目（全域）
- 鶴見中央4丁目（全域）
- 鶴見中央5丁目（1番〜8番2号、8番4号〜8番10番、11番9号〜11番の終り、14番1号〜14番3号、14番24号〜16番、19番〜20番8号、20番12号〜20番の終り）

### 進学先中学校
公立中学校に進学する場合
- 横浜市立鶴見中学校

## 周辺
- 横浜市鶴見区役所
- 鶴見警察署

## 交通アクセス
出典
鉄道
- JR東日本京浜東北線・鶴見線鶴見駅より徒歩10分
- 京急電鉄本線京急鶴見駅より徒歩7分

バス
- 鶴見駅や矢向駅から横浜市営バスで「鶴見区役所前」バス停下車後、徒歩約2分